# Zebrilus undulatus
L'airone zigzag (Zebrilus undulatus J. F. Gmelin, 1789), unica specie del genere Zebrilus Bonaparte, 1855, è un uccello della famiglia degli Ardeidi. Diffuso solamente in Sudamerica, è strettamente imparentato con i tarabusi.

## Descrizione
L'airone zigzag raggiunge una lunghezza di 28–30 cm e un peso medio di 123 g. Si tratta di un airone dal dorso nero di dimensioni minute, caratterizzato da una regione dorsale pesantemente marcata da strisce e macchioline e da disegni vermicolati color bianco-camoscio. La testa e il collo sono color grigio brizzolato, con una cresta di piume nere. Le piume del collo formano una «criniera» prominente, la quale conferisce all'uccello un aspetto ottuso. Le regioni inferiori sono color crema-camoscio, pesantemente barrate, chiazzate e striate di nero in disegni così complessi che sono quasi impossibili da descrivere. La regione tibio-tarsale è quasi completamente ricoperta di piume. I sessi sono simili.
Gli esemplari giovani hanno la fronte e i lati di testa e collo di colore rossastro, e presentano più disegni a zig-zag rossicci sul dorso. Il colore di fondo del dorso è più chiaro. La regione ventrale è marroncina, con strisce nere indistinte sparse. Gli esemplari giovani venivano considerati in passato come degli adulti con una fase rossiccia del piumaggio. Il richiamo della specie non è stato ancora riportato.
La colorazione delle parti carnose non è chiara, dal momento che le descrizioni sono variabili. Alcuni studiosi riportano che l'iride è nera, talvolta con un anello interno giallo. Il becco è nero sul ramo superiore e color corno su quello inferiore, e i piedi sono bruno-giallastri. La colorazione delle parti carnose può variare. Una femmina apparentemente adulta catturata in Perù in febbraio aveva il becco color corno scuro, con il ramo inferiore bruno-giallastro, i piedi marroncini con la pianta giallastra, e l'iride color marrone scuro. Una femmina, probabilmente sub-adulta, catturata in Bolivia in novembre, aveva il ramo superiore del becco grigio, quello inferiore giallo spento, e l'iride gialla. Un uccello, apparentemente adulto, osservato in Perù in agosto aveva un becco molto corto di colore nerastro, zampe color grigio-corno con dita giallastre, iride giallo sporco chiaro, e redini grigio scuro.
L'airone zigzag può avere un aspetto simile ad altre specie di Ardeidi dal piumaggio mimetico, come gli esemplari immaturi delle specie del genere Butorides e piccoli tarabusi. Le bande bianche sul dorso nero, tuttavia, sono così caratteristiche da renderlo inconfondibile.

## Biologia
Finora non sono stati studiati a sufficienza né il comportamento alimentare né quello riproduttivo dell'airone zigzag. Molto spesso viene avvistato mentre è appollaiato su tronchi d'albero in prossimità di zone umide o su radici che emergono dalla superficie dell'acqua. Non appena avvista un pesce, assume una posizione del corpo orizzontale, allunga il collo in avanti e poi arpiona la preda. Anche gli insetti fanno parte della sua dieta. Quando si sposta in cerca di cibo si muove a grandi passi, ma anche più lentamente se deve avanzare in acque poco profonde. Va in cerca di cibo prevalentemente durante il crepuscolo. Trascorre le ore centrali della giornata restando appollaiato sugli alberi a 5–10 m di altezza dal suolo.
La stagione riproduttiva ha luogo tra aprile e luglio. Nidifica da solo e i suoi nidi vengono costruiti in prossimità dell'acqua. Il numero di uova per covata non sono note; talvolta in un nido si può rinvenire un unico uovo, dal guscio di colore bianco. Il periodo di incubazione è sconosciuto. Entrambi i genitori si dedicano all'alimentazione dei pulcini.

## Distribuzione e habitat
L'areale dell'airone zigzag comprende la metà settentrionale del Sudamerica. È presente nelle regioni orientali della Colombia, in Venezuela, in Brasile, in Guyana, in Suriname, nel nord della Bolivia e del Paraguay, e nelle regioni orientali di Perù ed Ecuador. Si tratta di una specie stanziale. Non sono note stime sull'entità delle popolazioni, ma è considerato una specie diffusa e comune.
L'habitat dell'airone zigzag è costituito dalle foreste tropicali situate vicino o lungo le rive dei fiumi e dei laghi. Predilige le aree con fiumi dal corso lento e con alberi dai rami sospesi sull'acqua, e con zone in cui può riposarsi sotto forma di radici che si ergono al di fuori del pelo dell'acqua o di alberi caduti in acqua. Come habitat secondari, tuttavia, si accontenta anche di qualsiasi specchio d'acqua circondato da alberi e distese erbose. L'airone zigzag è una specie tipica delle pianure, che si rinviene a 200–500 m di altitudine.

## Tassonomia
L'airone zigzag è stato considerato per un certo tempo un parente degli aironi tigrati del genere Tigrisoma. Studi genetici hanno scoperto, tuttavia, che la specie è maggiormente imparentata con i tarabusi. Ciò è confermato anche da alcune altre caratteristiche morfologiche. Infatti l'airone zigzag, così come i tarabusi, ha solo 10 penne caudali, al contrario degli aironi veri e propri, che ne hanno 12.